# Тактический центр
Такти́ческий центр — объединение подпольных антибольшевистских партий и организаций, возникшее в Москве в апреле 1919 года с целью координации работы различных антисоветских групп.

## Возникновение
К весне 1919 года руководители различных антисоветских подпольных групп и организаций решили создать единый координационный центр, в котором бы разрабатывались общие для всех организаций, в него входящих, программа действий и принципы преобразований, на которые должно будет пойти будущее правительство России, в случае свержения Советской власти.

## История существования
В Тактический центр вошли Союз возрождения (С. П. Мельгунов), Национальный центр (Н. Н. Щепкин, князь С. Е. Трубецкой, О. П. Герасимов), Совет общественных деятелей (Д. М. Щепкин и С. М. Леонтьев). Для связи с подпольными военными организациями, действующими внутри Советской России и с белыми вооружёнными формированиями Колчака и Деникина была создана специальная военная комиссия (Н. Н. Щепкин, О. П. Герасимов, Н. А. Огородников (после ареста последнего С. Е. Трубецкой)). Также была установлена связь с резидентом британской разведки Полом Дюксом. 
Вошедшие в Тактический центр организации выработали следующую общую платформу:
- восстановление единого государства Россия;
- созыв Национального собрания, призванного решить вопрос о форме правления в России;
- форма правления на переходный период — диктатура. Признавалась власть адмирала Колчака.

В сентябре 1919 года в Петрограде и Москве ЧК вышло на след Национального центра и разгромило его. В ходе следствия чекистам удалось узнать о существовании Тактического центра. В феврале 1920 года начались аресты членов Центра. 
Процесс по делу Центра под председательством заместителя председателя ВЧК И. К. Ксенофонтова над членами Центра проходил в Верховном революционном трибунале в Москве 16 — 20 августа 1920 г. Во время следствия умерли О. П. Герасимов, Д. Н. Шипов и В. В. Волк-Карачевский. Ещё до начала суда 19 членов были амнистированы, в том числе Н. А. Бердяев, А. А. Кизеветтер, С. Л. Маслов. Перед судом предстали 28 человек, из которых 19 были приговорены к расстрелу как «контрреволюционеры и наиболее активные члены», но, учитывая чистосердечное раскаяние, расстрел был заменён иными наказаниями. Впрочем, в 1930-х годах многие из деятелей Центра всё же были казнены. Одной из подсудимых на процессе была Александра Львовна Толстая, она была приговорена к трем годам заключения.
О процессе Александр Хирьяков написал поэму «Страшный заговор, или Торжество советской власти».